# アナヒム・レイク空港
アナヒム・レイク空港（アナヒム・レイクくうこう、英語: Anahim Lake、(IATA: YAA, TC LID: CAJ4)）は、カナダ・ブリティッシュコロンビア州アナヒム・レイクから東へ1海里 (1.9 km; 1.2 mi)にある空港。通年利用可能な空港としてチルコウティン地方西部の玄関口となっており、カリブー地域当局が運営している。
この空港には、4,642 ft (1,415 m)の舗装された滑走路1本と、自家用飛行機用の様々なサービス施設がある。
日本語では、アナヒムレイク空港、アナヒム湖空港と表記されることもある。

## 就航している航空会社と路線
| 航空会社                     | 就航地       |
| ---------------------------- | ------------ |
| パシフィック・コースタル航空 | バンクーバー |